# Lorenzo Álvarez
Lorenzo Álvarez (Montevideo, 1805 - San Juan, 22 de agosto de 1841) fue un militar argentino de origen oriental, que participó en la guerra de independencia y en la guerra civil de su país.

## Biografía
Era hijo del coronel Benito Álvarez, y se enroló en el Ejército del Norte en 1811, participando con el grado de teniente en la batalla de Huaqui. Fue expulsado del Ejército por el general Juan Martín de Pueyrredón. Mientras estaba alejado, su padre murió en la batalla de Vilcapugio. Posiblemente por esa razón se le permitió reintegrarse al Ejército y participar en la tercera expedición auxiliadora al Alto Perú, aunque no combatió en la batalla de Sipe Sipe.
El general Manuel Belgrano lo envió como parte de las tropas auxiliares de los gauchos de Güemes y participó en algunos combates de la Guerra Gaucha. Prestó servicios por muchos años en la provincia de Salta, y durante la guerra civil de 1829 luchó contra los caudillos federales del sudeste de la provincia.
En 1834 luchó del lado de los tucumanos contra el gobernador Pablo Latorre. Tras la muerte de este, en 1837 participó en la Guerra entre las confederaciones Argentina y Peruano-Boliviana, a órdenes de Alejandro Heredia.
Poco después de la muerte del caudillo tucumano, pasó a Buenos Aires, desde donde acompañó al general Lamadrid en su comisión a Tucumán. Al llegar a su provincia, Lamadrid se pasó de bando y se unió a la Coalición del Norte, arrastrando en su decisión a los oficiales que habían venido con él. Participó en la campaña del gobernador salteño Manuel Solá contra Santiago del Estero y Córdoba.
En 1841 se unió a la campaña de Lamadrid sobre Cuyo, como jefe de la infantería de la vanguardia del general Mariano Acha. Tras la ocupación de San Juan, peleó en la sangrienta victoria de Angaco, destacándose en la victoria por su serenidad. Pero el gobernador Nazario Benavídez contraatacó unos días más tarde, mientras Acha y sus oficiales se dedicaban a festejar la victoria con bailes. Tras vencer a la vanguardia en la batalla de La Chacarilla, entró a la ciudad, donde los unitarios que quedaban resistieron desesperadamente, hasta caer todos muertos o prisioneros. Entre ellos murió el coronel Álvarez quien cayó junto con un coronel y 14 soldados por una descarga de metralla al volver hacia el centro de la ciudad de San Juan. La batalla que decidió la recuperación de San Juan por su gobernador Benavídez.